# 瀧野川信用金庫
瀧野川信用金庫（たきのがわしんようきんこ、英語：The Takinogawa Shinkin Bank）とは、東京都北区田端新町に本店を置く信用金庫である。略称“たきしん”。

## 概要
東京都内（北東部）と埼玉県内（南部）に30店舗を有している。店舗は東京都北区6店舗、足立区8店舗、板橋区3店舗、荒川区1店舗、文京区1店舗、埼玉県川口市8店舗、草加市1店舗、戸田市1店舗、蕨市1店舗が置かれている。

## 沿革
- 1939年（昭和14年） 2月23日 - 有限責任瀧野川区信用組合を設立
- 1949年（昭和24年） 5月11日 - 瀧野川信用組合に改組、改称
- 1951年（昭和26年）10月20日 - 瀧野川信用金庫に改組、改称
- 1966年（昭和41年） 5月 6日 - 本店を北区田端新町へ新築移転
- 1967年（昭和42年） 4月 8日 - 埼玉県に蕨支店を開設し、営業地域を拡大
- 2025年（令和7年）2月10日 - この日から磁気の影響を受けにくい新しい通帳（Hi-Co通帳）を取扱開始した(Hi-Co通帳に対応していない信用金庫ATMではHi-Co通帳は使えない。)[1]。

## 歴史
戦時体制下にあった1938年（昭和13年）秋、物資不足、資金難に苦しむ庶民、中小企業のために、相互扶助の精神に則り、当時の瀧野川区議会議員などを中心とした地元の有力者によって、設立の動きが進められ、同年12月28日に設立認可を取得、1939年（昭和14年）2月、旧東京市瀧野川区西ヶ原町に有限責任瀧野川区信用組合として設立された。
1945年（昭和20年）に戦争は終結したものの、軍事施設を抱えていた瀧野川区は空襲により大きな被害を受け、瀧野川区信用組合の建物や事業書類も大半を焼失した。戦後混乱期のなか、瀧野川信用組合の継続、閉鎖が論議される時期もあったものの、「地元の中小企業と庶民および瀧野川区の発展のために」という創業の精神に立ち返り、再建されることとなった。
1947年（昭和22年）3月には、東京都35区制が22区制へと整理統合された際、滝野川区と王子区が合併して北区が生まれたことを受け、瀧野川区の信用組合から北区の信用組合としての道を歩み始めた。同年8月、西ヶ原に新店舗が建設された。
1949年（昭和24年）5月11日、市街地信用組合法に基づく大蔵省所管の信用組合へ改組すると同時に、名称を「瀧野川区信用組合」から「区」を削除し、「瀧野川信用組合」へ変更した。当時を含め、その後も瀧野川の名称については、「将来の発展を見据え、更に広域的なイメージを持つ名称」にしてはどうかとの案が出されたが、瀧野川区のために瀧野川に生まれた初心を忘れず、「北区のたきしん」として地元に根付いていくことが第一と考えられ、その案は退けられたとされている。
1951年（昭和26年）10月には信用金庫法に基づき、改組・改称され、現在の名称である「瀧野川信用金庫」となった。